# 크리스틴 지라르
크리스틴 지라르(프랑스어: Christine Girard, 1985년 1월 3일~)는 캐나다의 역도 선수, 지도자이다. 2012년 하계 올림픽에서 동메달을 획득했으나 도핑 검사를 통해 금메달로 승격하여 캐나다 최초의 올림픽 역도 메달리스트가 되었다. 올림픽 외에 코먼웰스 게임에서 금메달, 은메달, 동메달을 획득했고, 팬아메리칸 게임에서 금메달과 은메달을 획득했다.